# Blackshape
La Blackshape Aircraft è un'azienda italiana di produzione aeronautica per usi civili, con sede a Monopoli, in Puglia, dove opera all'interno del distretto aerospaziale pugliese.
L'azienda si dedica alla produzione di aeromobili ultraleggeri da turismo, che vengono realizzati interamente in fibra di carbonio.

## Storia

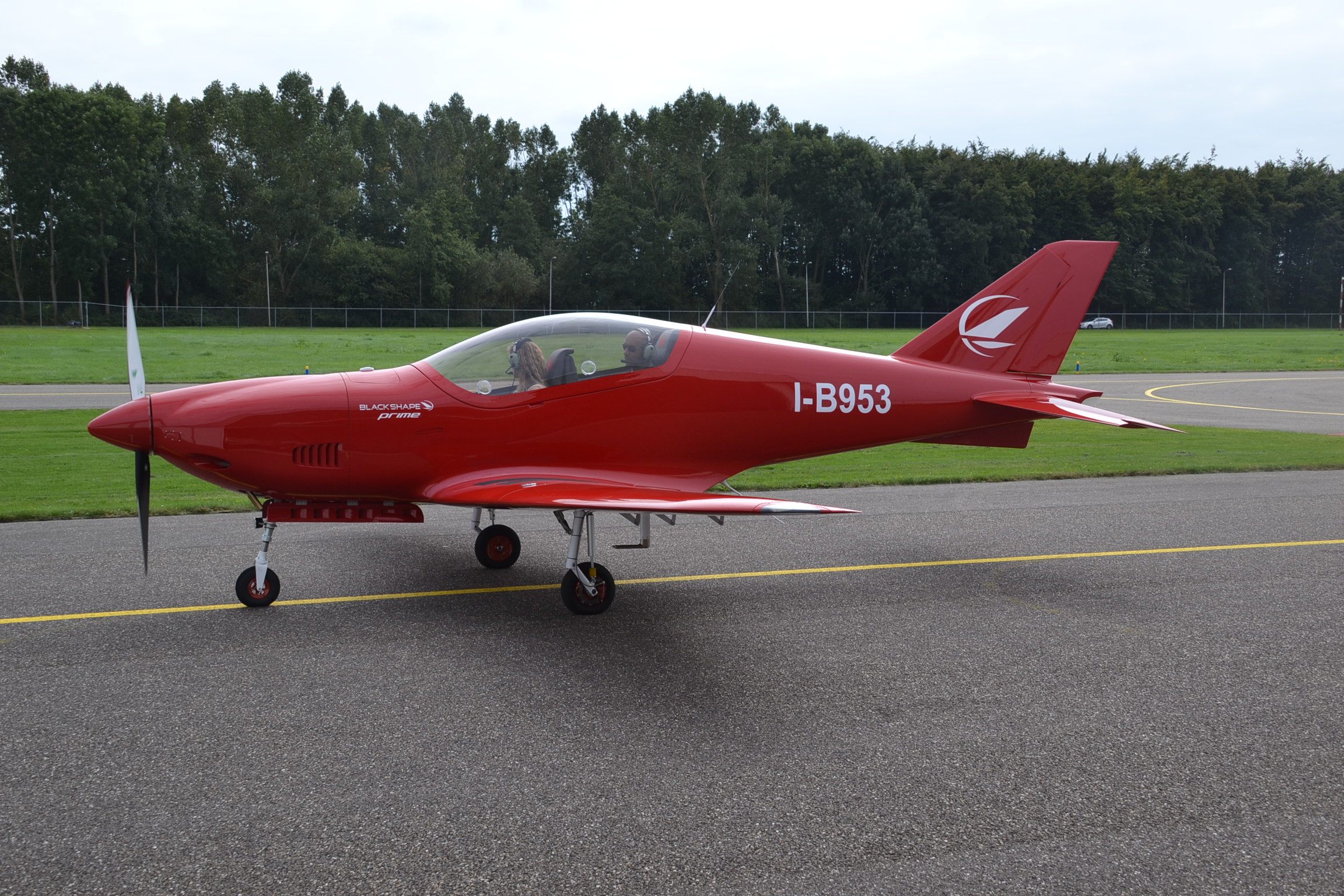
Blackshape Prime

Blackshape è stata fondata nel 2009 dall'ingegnere Luciano Belviso e da Angelo Petrosillo, laureato in Giurisprudenza ed ex segretario regionale dei Giovani Democratici pugliesi, usufruendo di un finanziamento a fondo perduto di 25.000 euro messo a disposizione dalla Regione Puglia all'interno dell'iniziativa "Principi attivi" (promossa dal programma "Bollenti spiriti") per il finanziamento di idee innovative dei giovani pugliesi. Il progetto BlackShape, proposto da Belviso, riguardava la "Progettazione e produzione di elementi di design in materiale composito". Nel 2010 si è trasformata in società per azioni, con l'ingresso nel capitale sociale di Vito Pertosa (proprietario della Mermec, impresa pugliese specializzata in sistemi di sicurezza per la misura e il monitoraggio della rete infrastrutturale ferroviaria) che ha deciso di investire nella società. La Blackshape, nel 2011, è divenuta la quinta azienda aeronautica italiana per capitalizzazione, mentre lo stabilimento di Monopoli rappresenta il secondo investimento del distretto aeronautico pugliese, dopo lo stabilimento Boeing dell'Alenia a Grottaglie.
Nel 2011 è iniziata la produzione del primo modello, Blackshape Prime, un ultraleggero da diporto dotato di motore Rotax 912, che ha riscosso un notevole successo commerciale. Nel gennaio 2013 l'azienda ha annunciato un accordo di distribuzione con il centro di addestramento privato Test Flying Academy of South Africa (Tfasa) per l'area che comprende Sudafrica, Namibia, Botswana, Mozambico, Swaziland e Lesotho. Nel marzo 2014 l'azienda annuncia un accordo di distribuzione per il Canada e gli stati orientali degli Stati Uniti.
Il volume di produzione, nel 2013, è di poco meno di due velivoli al mese. I dipendenti, che erano 12 nel 2011, sono passati a 70 nel 2013.

## Aerei prodotti
- Blackshape BS 100 Prime
- Blackshape BK 160 Gabriel
- Blackshape Blackshape BK 160-TR
- Blackshape BK 180 OPV (Optionaly Piloted Vehicle)